# Ernest Renshaw
Ernest Renshaw (Royal Leamington Spa, 3 de janeiro de 1861 — Twyford, 2 de setembro de 1899) foi um tenista britânico, irmão de William Renshaw (heptacampeão do Torneio de Wimbledon).
Foi quatro vezes vice-campeão de Wimbledon, perdendo três finais para seu próprio irmão. Só conseguiu uma vitória em Wimbledon, em 1888.
Renshaw entrou para o International Tennis Hall of Fame em 1983.